# Бабаян, Вартан Оганесович
Варта́н Огане́сович Бабая́н (арм. Վարդան Հովհաննեսի Բաբայան, 1974, Ереван, Армянская ССР) — армянский и российский музыкант, перкуссионист и сессионный музыкант, джазмен. Автор музыкального проекта VB Quintet.

## Биография
Вартан Бабаян родился в 1974 году в городе Ереван, Армения. Окончил музыкальную школу им. Саят-Новы по классу ударных инструментов, учился в Ереванской Государственной Консерватории. Выпускник эстрадно-джазового отделения РАМ им. Гнесиных. Выступал в ансамбле саксофониста А.Герасимова.

## Творчество
Участвовал в международных проектах Алекса Ростоцкого, в музыкальных экспериментах выдающегося Владимира Чекасина. Сотрудничал с советскими и российскими джазменами Алексеем Козловым и Анатолием Герасимовым. Является постоянным участником ансамбля народного артиста России Алексея Кузнецова и коллектива «Новое искусство» заслуженного артиста России Леонида Винцкевича.
Многократно участвовал в международных джазовых фестивалях, в российских джазовых фестивалях и форумах, среди которых Международный музыкальный фестиваль Юрия Башмета, Джазовая провинция, Vivаcello. Выступал с Russell Malone, Eve Cornelious, Joel Taylor, Ari Roland, Vuyo Sotashe, Mark Gross, Linley Marte, Paco Sery.
В 2009 году выпустил свой авторский джазовый проект VB Quintet (Vartan Babayan, Dmitry Mospan, Anton Baronin, Sergey Korchagin, Pavel Timofeev).